# 管花羊耳蒜
管花羊耳蒜（学名：Liparis seidenfadeniana）为兰科羊耳蒜属下的一个种。

## 扩展阅读
- 維基物種上的相關：管花羊耳蒜